# Гуткі (Малопольське воєводство)
Гуткі (пол. Hutki) — село в Польщі, у гміні Болеслав Олькуського повіту Малопольського воєводства.
Населення — 309 осіб (2011).
У 1975-1998 роках село належало до Катовицького воєводства.

## Демографія
Демографічна структура станом на 31 березня 2011 року:
|          | Загалом | Допрацездатний вік | Працездатний вік | Постпрацездатний вік |
| -------- | ------- | ------------------ | ---------------- | -------------------- |
| Чоловіки | 151     | 21                 | 84               | 46                   |
| Жінки    | 158     | 21                 | 58               | 79                   |
| Разом    | 309     | 42                 | 142              | 125                  |